# Hettche de Détroit
Le Hettche de Détroit est une franchise de hockey sur glace ayant évolué dans la Ligue internationale de hockey.

## Historique
L'équipe a été créée en 1945 à Windsor en Ontario et évolua dans la LIH jusqu'en 1952, jouant ses rencontres au Windsor Arena de Windsor et au Detroit Olympia de Détroit. L'équipe fut l'une des quatre franchises fondatrices de la LIH.

## Saisons en LIH
Note: PJ : parties jouées, V : victoires, D : défaites, N : matchs nuls, DP : défaite en prolongation, DF : défaite en fusillade, Pts : Points, BP : buts pour, BC : buts contre, Pun : minutes de pénalité
| Saison    | Nom               | PJ | V  | D  | N | Pts | Classement              | Séries éliminatoires         | Entraîneur    |
| --------- | ----------------- | -- | -- | -- | - | --- | ----------------------- | ---------------------------- | ------------- |
| 1945-1946 | Spitfires         | 15 | 1  | 12 | 2 | 4   | 4e rang LIH             | n/d                          | Jack Dent     |
| 1946-1947 | Spitfires         | 28 | 14 | 10 | 4 | 32  | 2e rang LIH             | Vainqueur de la Coupe Turner | Jack Dent     |
| 1947-1948 | Hettche Spitfires | 30 | 19 | 10 | 1 | 39  | 1er rang LIH            | Finaliste de la coupe Turner | Jim Skinner   |
| 1948-1949 | Hettche Spitfires | 31 | 15 | 11 | 5 | 35  | 4e place, division Nord | Vainqueur de la Coupe Turner | Jim Skinner   |
| 1949-1950 | Hettche           | 40 | 15 | 21 | 4 | 34  | 4e rang LIH             | n/d                          | Jim Skinner   |
| 1950-1951 | Hettche           | 52 | 6  | 39 | 7 | 19  | 6e rang LIH             | n/d                          | Jim Skinner   |
| 1951-1952 | Hettche           | 48 | 10 | 35 | 3 | 23  | 5e rang LIH             | n/d                          | John Callanan |